# Михаил Ботвиник
Михаил Мойсеевич Ботвиник е руски съветски шахматист, 6-и световен шампион по шахмат (1948 – 1957, 1958 – 1960, 1961 – 1963), сред най-добрите шахматисти за всички времена. Електроинженер, доктор на техническите науки, професор.
Въвел научния подход в шахмата и доказал огромното значение на системната подготовка, Ботвиник променя шаха завинаги. Научният подход позволява на Ботвиник да създаде невиждана система за подготовка за съревнования, включваща фундаментални дебютни разработки, систематическо изучаване на стила на противника и крупен анализ на собствените партии със задължителна публикация с цел да се учи и от чуждата критика. Смятан е за патриарх на съветската шахматна школа.

## Биография
Роден е на 4 август 1911 г. (стар стил – 17 август 1911) в Репино (тогава Куокала, Виборгска губерния, Финландия, в пределите на Руската империя), близо до Санкт Петербург.
Запознава се с древната игра чак на 12-годишна възраст – изключително рядък пример между великите шахматисти – но напредва много бързо. Майка му не била съгласна с увлечението към шаха и често повтаряла: „Ти какво, искаш да станеш като Капабланка?!“. По ирония на съдбата именно срещу кубинеца е първият ярък успех на Ботвиник в сеанса, който тогавашният шампион изнесъл на 30 дъски през 1925 г. Половин година по-късно Ботвиник печели полуфинала на шампионата на Ленинград с 11,5/12 т., след което разделя 2 – 3 място на финала и влиза в градския отбор за мача срещу Стокхолм. През 1927 г. успешно дебютира на 5-ия шампионат на СССР и разделя 5 – 6 място, с което припокрива с 2,5 т. нормата за майстор. Постъпва в Политехническия институт и в студентските си години, въпреки че играе все по-рядко, се представя все по-добре и по-добре. През есента на 1930 г.
Много уверено спечелва турнира на ленинградските майстори, а през есента на 1931 г. печели и шампионата на страната си с 13,5/17 т., при това добивайки 7,5/8 т. против основните конкуренти. За него „аналитическата работа се явявала нелош метод на подготовка за практическата борба“. Побеждава и в следващия 8-и шампионат на СССР през 1933 г., след което е утвърден за най-добър съветски шахматист.
Явен лидер, от Кремъл го заставят да защити честта на родината си на международната сцена. Завършва наравно мача с Флор (6:6 т.) – най-силният млад гросмайстор зад граница за това време. След това спечелва и майсторския турнир в Ленинград при участието на Еве и Кмох. На 2-рия Московски турнир 1935 г. разделя 1-вото място с Флор, а на 3-тия – остава 2-ри след Капабланка. На историческия турнир в Нотингам 1936 г., събрал практически всички корифеи, дели 1 – 2 място с Капабланка. През 1937 г. решава да защити дисертация и пропуска шампионата на страната. Трябвало да се определи най-силният съветски шахматист, който да се противопостави на „буржоазния Запад“, затова Ботвиник отправя предложение на двукратния шампион на СССР Григорий Левенфиш за мач до 6 победи, без отчет на ремитата, като при 5:5 т. Левенфиш запазва шампионското си звание. Именно така и завършва мачът +5 -5 =3 – завидна резултатност. Шампионът на страната имал пълни права да вземе участие в крупния турнир АВРО на Холандия през 1938 г., но не се съгласяват да представлява Съветския съюз, затова Ботвиник го замества.
Аналогично постъпват и през 1974 г. с намесата при определяне на Карпов пред Корчной като претендент за титлата на Боби Фишер. За младия Миша нямало нищо нередно или нарушаващо спортния принцип: Кремъл се нуждае от един и при това млад и „правилен“ лидер на съветския шахмат. Бил съвършено искрен в своята богоизбраност. Неговите лични интереси съвпадат с тези на обществото. АВРО-турнирът става символ на края на героичната ера на шахматните титани, царили преди всичко благодарение на природния си дар, и дава началото на ерата на професионализма, без която биха били немислими висшите достижения. Ботвиник остава 3-ти след Керес и Файн, но пред Алехин, Решевски, Еве, Капабланка и Флор, като удържа блестящи победи срещу Капабланка и Алехин.
- Ботвиник – Ласкер,
Москва, 1936 г.
- Капабланка – Ботвиник,
Москва, 1936 г.
- Еве – Ботвиник,
Грьонинген, 1946 г.
- Левенфиш – Ботвиник,
Москва, 1937 г.

## За световната титла
След турнира АВРО Ботвиник пристъпва към преговори със световния шампион Алехин и двамата се съгласяват на мач за световната титла в Москва. През януари 1939 г. съветското правителство разрешава организирането и финансирането на този двубой и започва кореспонденция с Алехин. В телеграмата до Ботвиник пишело: „Ако решите да предизвикате шахматиста Алехин на мач, желаем ви пълен успех. Останалото лесно ще се обезпечи. Молотов (по-други данни Сталин)“. Но започва Втората световна война и мечтата на Ботвиник за завоюване на шахматната корона се отложила с години. През 1934 г. издава „Мач Флор – Ботвиник“, а през 1939 г. – „11-о всесъюзно шахматно първенство“, в които описва значението на турнирния режим и излага своята разработена система на подготовка: „След закуска се разхождам 1 час, след което 25 – 30 мин. се подготвям шахматно. След 30-ата минута оставям шаха. Обядвам час и половина преди партията и около час лежа. Лежането преди партия е много полезно, тъй като се чувстваш особено бодър след това и главно, не отвличаш мислите си от второстепенни неща. След почивката отивам пеша до турнирната зала, което прави още 25 – 30 мин. разходка.“
През 1940 г. на 12-ия шампионат на СССР в Москва 1 – 2 място разделят Бондаревски и Лилиентал, следвани от Смислов, Керес, Болеславски и Ботвиник. През 1941 г. e организирано безпрецедентно 4-кръгово състезание на първите 6 призьора от шампионата под названието „мач-турнир за званието абсолютен шампион на СССР“. Ботвиник спечелва всички минимачове, както и самия турнир с 13,5/20 т. По неговите думи „станало ясно кой трябва да играе с Алехин“.

## Световен шампион
През март 1946 г. Ботвиник получава разрешение от Кремъл да играе мач за световната титла с „врага на народа“ и отправя предложение към тогавашния световен шампион Александър Алехин. От радост, въпреки младостта си, получава втори сърдечен пристъп. Обаче на 24 март 1946 г. 53-годишният Алехин най-ненадейно умира и за пръв път от Щайниц насам шахматният свят остава без шампион.
След смъртта на Алехин ФИДЕ организира турнир за определяне на новия световен шампион през 1948 г. Участниците са Михаил Ботвиник, Василий Смислов, Паул Керес, Самуел Решевски и Макс Еве. За пръв път в историята на шахмата в директен спор за титлата се състезават повече от 2 шахматисти. Турнирът започва в Хага (Нидерландия) на 2 март 1948 г. и завършва в Москва (СССР) на 16 май същата година. Всеки от участниците изиграва по 20 партии. Михаил Ботвиник побеждава всичките си съперници, с убедителна преднина от 3 точки печели първото място в мач-турнира и на 36 години става новия световен шампион.
Ботвиник участва в шампионатни мачове за период от 15 години и става 5 пъти световен шампион. След като спечелва световната титла през 1948 г., той я запазва след равните мачове 12:12 с претендентите – през 1951 г. с Давид Бронщайн и 1954 г. с Василий Смислов.
Ботвиник губи титлата си три пъти – през 1957 г. от Смислов, през 1960 г. от Михаил Тал и през 1963 г. от Тигран Петросян. В първите два случая си връща титлата в мачовете реванш съответно през 1958 г. и 1961 г. През 1963 г. правилата са променени и Ботвиник не получава правото на мач реванш, след което повече не успява да си върне титлата. На закриването на мача през 1963 г. Петросян казва: „Всички нас, включително и себе си, смятам за ученици на Ботвиник и следващите поколения също ще се учат от неговите партии.“ Ботвиник е единственият световен шампион, който 2 пъти си връща изгубената световна титла.
През 1970 г. Ботвиник се оттегля от професионалния шах. Създава шахматна школа и се занимава с развитието на компютърния шах. Сред учениците му са Анатоли Карпов, Гари Каспаров и Владимир Крамник – 3 бъдещи световни шампиони.
Въпреки това Ботвиник продължава да играе шах до 72-годишна възраст, оставяйки от 1924 до 1983 г. богато шахматно носледство от 1192 партии, от които 1180 в официални срещи. От тях той печели 570, завършва наравно 469 и губи само 141. Така печели 804,5 точки от 1180 възможни и със забележителния резултат 68,2% се нарежда сред първите 7 шахматисти в историята за всички времена.
Ботвиник почива на 5 май 1995 г. в Москва.